# El Castell (Vilabella)
El Castell és un monument protegit com a bé cultural d'interès nacional del municipi de Vilabella (Alt Camp).

## Descripció
L'edifici està ubicat al nucli central del poble, a l'inici del carrer de Sant Pere. És un casal de planta rectangular entre mitgeres, de grans dimensions i modificat en la façana. Té planta baixa i dos pisos. A l'interior és remarcable el vestíbul, amb uns interessants arcs rebaixats, l'escala d'accés al primer pis i una gran sala. Totes les obertures interiors, tant portes com finestres, apareixen molt acuradament treballades.
La façana, originalment simètrica, es troba alterada per la construcció d'un edifici annex. Els elements exteriors més remarcables són la porta d'entrada d'arc de mig punt amb grans dovelles regulars, les finestres del primer pis, estilísticament similars a les de l'interior, així com una barbacana de tipologia característica de la zona.

## Història
Alguns historiadors identifiquen l'emplaçament del casal amb la ubicació de l'antic castell de Vilabella (aquesta teoria podria estar fonamentada en els elements de fortificació que encara resten a la part posterior).
La propietat del casal ha estat al llarg de molts anys en mans de la coneguda família Castellví, que ja no la manté. Anteriorment (segles XV-XVIII) va pertànyer als Pontarro.
Actualment, aquest casal és conegut amb el nom de "Cal Cristí", nom que sembla que data d'inicis del segle xix i que es podria referir a Santa Cristina, lloc d'origen dels masovers.